# Mare Spumans
Mare Spumans (Mar espumoso) es un mar lunar, localizado al sur del Mare Undarum, en la cara visible de la Luna. Es uno de los lagos (lacus) elevados que se encuentran en la cuenca Crisium, una zona de 750 km de diámetro que rodea el Mare Crisium.  El material de la cuenca que rodea el mar es del Nectariano, mientras que el basalto interno es del Imbriano superior. El cráter Petit (antes llamado Apollonius W), que se encuentra en la pared oeste del mar, es fácilmente visible, por su color blanco y su sistema de rayos.